# Вакс Борис Йосипович
Борис Йосипович Вакс  (справжнє ім'я — Бенціон; 25 травня 1912, Житомир — 4 серпня 1989, Харків) — український радянський живописець і графік; член Харківської організації Спілки художників України з 1950 року. Заслужений художник УРСР з 1973 року.

## Біографія
Народився 12 [25] грудня 1912 року в місті Житомирі (тепер Україна) в родині столяра-червонодеревника. У 1929—1933 роках навчався у Київському художньому технікумі (викладачі Лев Крамаренко, Абрам Черкаський). З 1933 року працював у Сталіно художником клубу, з 1936 року викладав живопис у Палаці піонерів, у 1939–1941 роках — головний художник ТЮГу. Брав участь у німецько-радянській війні. Воював рядовим, потім командиром вогневого взводу винищувального артилерійського полку. Нагороджений орденом Вітчизняної війни ІІ ступеня (6 квітня 1985).
У 1944–1948 роках навчався у Харківському художньому інституті (викладачі Михайло Дерегус, Олексій Кокель, Семен Прохоров). Дипломна робота — «Повернення демобілізованих у рідний Донбас». З 1948 по 1952 рік викладав у Харківському художньому інституті; з 1951 по 1955 рік працював у Художньому фонді Харкова. Відтоді — на творчій роботі.
Жив у Харкові, в будинку на вулиці 8-го з'їзду Рад № 2, квартира 126. Помер у Харкові 4 серпня 1989 року.

## Творчість
Працював в галузі станкового й монументального живопису та графіки. Серед робіт:
- «Усиновили» (1954);
- «Латвійські рибалки» (1954, папір, корольова літографія; Національний художній музей України)[2];
- «Новий Донбас» (1955);
- «Старий Донбас. Сім'я шахтаря» (1957);
- «Журавлі. Фронтова весна» (1957);
- «Харківщина» (1960);
- «На цілині» (1961);
- «В бій комуністом» (1962—1965);
- триптих «Хліб» (1968);
- «Весна» (1968);
- «Ранок Донбасу» (1970);
- «Тиша» (1971);
- «Юність міста» (1973);
- «Відпочинок шахтарів» (1976);
- «Гладіолуси» (1978);
- «Гроза пройшла» (1984);
- «У звільненому Донбасі» (1985);

Твори на шевченківську тематику:
- «Арешт» (1961, кольорова літографія);
- «Думи мої, думи…», «Дитинство Тараса», «Вербичка» (1964, ліногравюри у співавторстві з Олександром Любимським та Михайлом Рибальчекном).

Автор:
- живописного фризу для Горлівського палацу культури «Вугільний Донбас» (1960; співавтори Григорій Галкін, Євген Єгоров, Микола Сліпченко);
- панно «Будівельники» для Краснодонського будинку культури (1966, сграфіто; співавтор Григорій Галкін).

Брав участь у республіканських виставках з 1954 року, всесоюзних з 1957 року, зарубіжних з 1955 року. Персональні виставки пройшли у:
- Харкові (1972, Харківський художній музей);
- Києві (1974, Виставковий зал Спілки художників України);
- Москві (1996, Московська міська Дума).

Твори художника знаходяться в Харківському музеї образотворчих мистецтв, в музеях Сімферополя, Донецька, в фондах Кіровоградського обласного художнього музею,  а також в приватних колекціях в Росії, США, Японії, Німеччині, Франції, Італії.